# Otto Heinrich von Bonn
Otto Heinrich von Bonn (* 6. April 1703 in Jühnde bei Göttingen; † 17. Oktober 1785 in Oldenstadt (Uelzen)) war ein kurhannöverscher Landbaumeister.
Der Sohn des Amtmannes Johann Philipp von Bonn und dessen Frau Margarete Elisabeth studierte 1718/19 Mathematik mit einem staatlichen Stipendium in Göttingen und machte dann eine praktische Ausbildung.
1724 bewarb er sich erfolglos um eine Stelle beim hannoverschen Festungsbauwesen und war dann von Ende 1724 unter der Leitung des Geheimen Rates von Alvensleben mit einer Landvermessung in Mecklenburg beauftragt. Danach arbeitete er in Holstein für Generalfeldmarschall von Bülow.
1735 wurde er Leutnant im Ingenieurcorps der hannoverschen Armee. Ab 1736 unterstand er als Landbaumeister der Kammer und 1749 wurde er zum Oberlandbaumeister befördert. Von Bonn entwarf und überwachte den Bau des Amtshauses in Rotenburg (Wümme) 1741 bis 1742. Er wurde einer der führenden Baubeamten des Kurfürstentums, bis eine 1779 durchgeführte Neuregelung des Landbauwesens seine Zuständigkeit auf das Herzogtum Lauenburg sowie die nördlichen Teile des Fürstentums Lüneburg einschränkte.